# 木乃江祐希
木乃江 祐希（このえ ゆうき、1987年1月6日 - ）は、日本の女優。神奈川県出身。旧芸名、田中 祐希（たなか ゆうき）。劇団ナイロン100℃および劇団コノエノ!所属。2018年秋頃までのマネージメント事務所はアノレ。身長160cm。
2016年、劇団コノエノ!を旗揚げ。2023年8月に、お笑いコンビ・フルーツポンチの村上健志と結婚。

## 出演

### 映画
- あの風 鈴木健太監督（2008年）
- クリアネア 篠原哲雄監督（2009年）
- 極速先鋒 朱鋭斌監督（2011年）
- 小川の辺 篠原哲雄監督（2011年）
- 篤姫ナンバー1 小中和哉監督（2012年）
- 黄金を抱いて翔べ 井筒和幸監督（2012年）
- オチキ 吉田浩太監督（2012年） - 主演・サクラ 役
- KILLERS モー・ブラザーズ監督（2014年） - ユミ 役
- みんな!エスパーだよ! 園子温監督（2015年）
- 夏ノ日、君ノ声 神村友征監督（2015年）
- モーターズ 渡辺大知監督（2015年） - ミキ 役[2][3][4][5]

### テレビドラマ
- BUNGO -日本文学シネマ- 黄金風景（2010年、TBS）
- BUNGO -日本文学シネマ- グッド・バイ（2010年、TBS）
- 玉川区役所 OF THE DEAD 第9話（2014年、テレビ東京）
- アイアングランマ（2015年、NHK BSプレミアム） - 佐藤朋美 役
- カサネ 第1話（2015年、テレビ東京）
- 二月の勝者-絶対合格の教室- 第6話（2021年11月20日、日本テレビ）- 直江杏里 役
- 卒業タイムリミット（2022年4月4日 - 、NHK総合）- 脚本[6]。

### 舞台
- 12月のウィッシュボーン P.E.C.T公演（2004年）
- ビーチサンダル・クロニクル P.E.C.T公演（2004年）
- 二十一世紀前の道草（テアトルフォンテ、2004年）
- ReMoon（テアトルフォンテ、2004年）
- プチ家出のすすめ（テアトルフォンテ、2004年）
- 北極星から十七つ先 KAKUTA公演（シアタートラム、2005年）[7]
- ラフカット2006 プラチナ・ペーパーズ公演（全労済スペースゼロ、2006年）[8]
- ムーンライトコースター KAKUTA公演（浅草花やしき、2006年）[9]
- 満点の夜 KAKUTA公演（東急まちだスターホール、2006年）[10]
- 雷電甲子園 雷電公演（シアターサンモール、2007年）
- あれから KERA・MAP公演（2008年）
- バンブーショー（2008年）
- 世田谷カフカ ナイロン100℃公演（2009年）
- 亀の気配 ナイロン100℃公演（2010年）
- 黒い十人の女 ナイロン100℃公演（2011年）
- 百年の秘密 ナイロン100℃公演（2012年）
- SEX, LOVE&DEATH ナイロン100℃公演（2013年）
- デカメロン ナイロン100℃公演（2013年）
- パン屋文六の思案〜続・岸田國士一幕劇コレクション〜 ナイロン100℃公演（2013年）
- 「オオカミとイヌ」〜不条理スケッチ集〜 かくたすのいるところ公演（2015年）
- 得て ほりぶん第2回公演（2015年）
- ガチ人狼（2015年）
- 回転する夜 PONKOTSU-BARON project 第2弾（2016年）[11]
- スケベの話〜オトナのおもちゃ編〜 ブルドッキングヘッドロック公演（下北沢ザ・スズナリ、2016年）[12]
- 江戸時代の思い出 ナイロン100℃公演（2024年）[13]

### CM
- 日清食品 どん兵衛（2008年）
- ラウンドワン「退屈」篇（2008年）
- ライオン（2014年）
- ダイエー（2014年）

### ラジオ
- オールナイトニッポン「コトバノアトリエ」（2006年） - MC

### その他
- 広告「エネオスカード」ENEOS
- 広告「アレグラFX」久光製薬
- 企業映像 ドン・キホーテ
- 企業映像 アイデム